# گوجو، گیفو
۳۵°۴۵′ شمالی ۱۳۶°۵۸′ شرقی / ۳۵٫۷۵۰°شمالی ۱۳۶٫۹۶۷°شرقی
گوجو در استان گیفو در کشور ژاپن واقع شده است  که دارای جمعیت ۴۶٬۳۳۸ نفر و مساحت ۱٬۰۳۰٫۷۹ کیلومتر مربع با تراکم جمعیت ۴۵٫۰  نفر در کیلومترمربع است و در تاریخ ۱ مارس ۲۰۰۴ به عنوان شهر شناخته شد.